# Kordofan

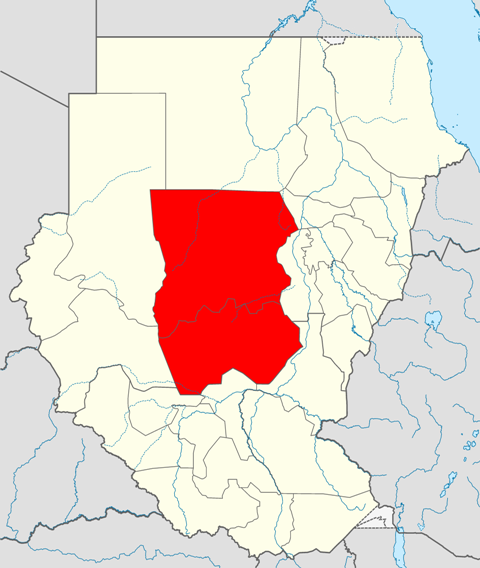
Kordofans läge i Sudan (gränser före 2011).

Kordofan eller Kurdufan är en region om 380 255 km² i Sudan, mellan Darfur i väst och Vita Nilen i öst. Den delades 1994 i provinserna Norra Kordofan, Södra Kordofan och Västra Kordofan; den sistnämnda upplöstes 2005 och dess territorium uppgick i de båda andra delstaterna. De viktigaste städerna är Umm Ruwabwa, Al-Ubayyid och An-Nahud.
Kordofan är till största delen ett böljande slättlandskap på cirka 500 meter över havet. Araberna på stäpplandet i norr lever av boskapsavel medan nubierna och de andra folken på savannerna i söder lever av jordbruk. Det odlas bland annat bomull, hirs, durra och gummi. Regionen har stora erosionsproblem, bland annat på grund av överbetning.
Kordofan var 1821–1882 ockuperat av Egypten och stod därefter tills 1899 under mahdisterna, som 1883 förintade en egyptisk-brittisk återerövringsarmé under general William Hicks.